# Body (klädesplagg)

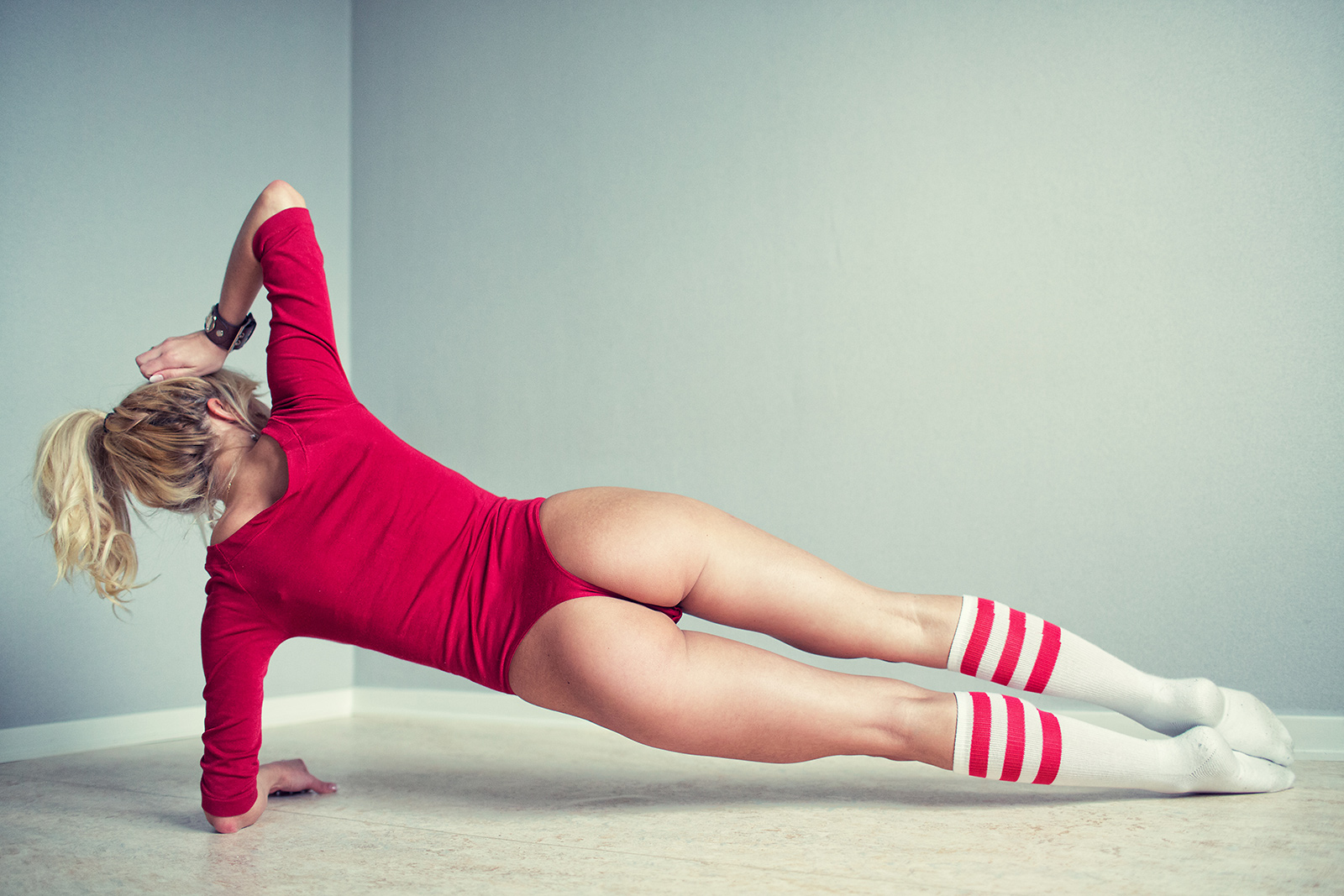
Stringbody.

Body (av engelska body, kropp) är en damtopp eller en typ av damunderkläder för överkroppen. Plagget täcker hela torson och är försedd med gren. Det är alltid figurnära och ibland även figurformande. 
När en body används som topp täcks den del som finns på underkroppen av kjol eller byxor. En av dess fördelar som topp är att den hålls väl på plats genom att vara grenförsedd. Många tycker att det är bekvämt och i vissa klädstilar är det önskvärt.
En body kan täcka en större eller mindre del av kroppen: med korta, långa eller utan ärmar samt med eller utan krage eller urringning. Vanligen har den knäppning i grenen, för att man skall kunna ta den på sig som en tröja. 
En body i figurformande variant anses vara en vidareutveckling av korseletten. I Sverige har det tidigare kallats teddy, och på 1920-talet fanns en lättare variant som kallades combination. I sina mer minimala varianter går bodyn under beteckningar som stringbody eller slingshot. 
I motsats till en leotard är en body inte ett idrottsplagg.